# ارغوانی قهوه‌ای
ارغوانی قهوه‌ای (به انگلیسی: Puce) یک رنگ سرخ تیره یا ارغوانی قهوه‌ای،  ارغوانی مایل به قهوه‌ای  یا "قهوه ای مایل به سرخ تیره" است.
رنگ Puce از واژۀ فرانسوی برای کک است. این رنگ به رنگ لکه‌های خون، تشک تختخواب پس از شستشو، یا فضله کک یا پس از له شدن کک تشبیه شده است.